# تحلل الفركتوز
يشير مصطلح تحلل الفركتوز (بالإنجليزية: Fructolysis) إلى عملية أيض سكر الفركتوز انطلاقا من المصادر الغذائية المختلفة. على الرغم من استخدام عملية استقلاب الجلوكوز (تحلل الجلوكوز) لعدد من الإنزيمات والهياكل الوسيطة المماثلة لتلك المستعملة خلال تحلل الفركتوز، إلا أن السكرين لهما مصائر أيضية مختلفة تماما في عملية الأيض عند البشر. على عكس الجلوكوز الذي يتم استقلابه على نطاق واسع في الجسم، يتم أيض الفركتوز بشكل شبه كامل في الكبد، حيث يتم توجيهه نحو تجديد الغليكوجين في الكبد وتركيب ثلاثي الغليسريد. حولي أقل من واحد في المئة من كمية الفركتوز المبتلع يتم تحويلها مباشرة إلى ثلاثي غليسريد البلازما. كما أن ربع الفركتوز يتم تحويله إلى لاكتات وحوالي 29 إلى 54 في المائة من الفركتوز المتواجد في الكبد يتم تحويله إلى جلوكوز، وحوالي 15 إلى 18 في المائة إلى غليكوجين. يستخدم الجلوكوز واللاكتات الناتج عادة كطاقة لتزويد الخلايا في جميع أنحاء الجسم.
الفركتوز بشكل عام هو واحد من السكريات الغذائية الأحادية التي توجد بشكل طبيعي في الفواكه والخضار، إما على شكل فركتوز حر أو كجزء من سكر السكروز الثنائي (مكون من سكرين أحاديين)، و كإينولين بوليمري. يوجد الفركتوز أيضا على شكل سكريات محسنة تشمل السكريات المحببة (السكر البلوري الأبيض، السكر البني، سكر حلويات والسكر المحروق)، والفركتوز البلوري المكرر وشراب الذرة عالي الفركتوز. حوالي 10 في المائة من السعرات الحرارية في النظام الغذائي الغربي يتم توفيرها عن طريق الفركتوز (حوالي 55 غرام في اليوم).
على عكس سكر الجلوكوز، الفركتوز ليس بمفرز للإنسولين، حيث يمكنه في الواقع خفض كمية الإنسولين.
بالإضافة إلى الكبد المكان الرئيسي لعملية استقلاب الفركتوز، تتم عملية أيض الفركتوز أيضا في الأمعاء والخصيتين والكلى والعضلات الهيكلية والأنسجة الدهنية وأيضا في الدماغ، ولكنه في نفس الوقت لا يتم نقله إلى الخلايا عبر مسارات النقل الحساسة للأنسولين (نظم نقل الأنسولين GLUT1 و GLUT4). بدلا من ذلك يتم نقل الفركتوز عبر الGLUT5 (ناقل للفركتوز متواجد في المستوى القمي لظهارة الأمعاء الدقيقة).

## تحلل الفركتوز وتحلل الجلكوز كمسارات مستقلة
على الرغم من اشتراك كل من عمليتي أيض الفركتوز والجلوكوز في كثير من التركيبات الوسيطة، إلا أن كلاهما لديهم مصائر أيضية مختلفة جدا في عملية الأيض عند البشر.  يتم أيض الفركتوز بشكل شبه كامل في الكبد، بهدف تجديد الغليكوجين في الكبد وتركيب ثلاثي الغليسريد، في حين يمر أغلب الجلوكوز عبر الكبد ليتم توجيهه نحو العضلات الهيكلية حيث يتم استقلابه إلى ثنائي أكسيد الكربون وماء وأدينوسين ثلاثي الفوسفات، أو يتم توجيهه إلى الخلايا الدهنية حيث يتم استقلابها بشكل رئيسي إلى فوسفات غليسرول لتركيب ثلاثي الغليسريد وإنتاج الطاقة. تنتج عن عملية تحلل الفركتوز مركبات أخرى يمكن أن تلعب أدورا هامة في عملية الأيض عند البشر.

### أيض الفركتوز إلى ثنائي هيدروكسي أسيتون فوسفات (DHAP) وغليسرألديهيد

مسار تحول الفركتوز على إلى ثنائي هيدروكسي أسيتون فوسفات (DHAP)، غليسرألديهيد وغليسرألديهيد 3-فوسفات.

يعمل إنزيم فركتوكيناز (km = 0.5 ملي مولار، ما يعادل تقريبا 9 ميلي غرام لكل 100 مل) خلال المرحلة الأولى من عملية أيض الفركتوز، على فسفرة الفريكتوز إلى فركتوز 1-فوسفات وحصره في الكبد. الهكسوكيناز الرابع (غلوكوكيناز) الذي يتواجد على مستوى الكبد، سيكون هوالآخر قادرا على فسفرة الفركتوز إلى فركتوز 6-الفوسفات (وهو عبارة عن صورة أخرى من للفركتوز 1-فوسفات، وهو وسيط آخر يدخل على طول مسار عملية استحداث الجلوكوز)؛ مع ذلك، فإن له حركية تفاعل عالية نسبيا (12 ملي مولار) بالنسبة للفركتوز، ما يعني بالتالي، تحويل كل الفركتوز تقريبا إلى فركتوز 1-فوسفات على مستوى الكبد. من ناحية أخرى، تعبر كميات الجلوكوز الكبيرة التي لا تتم فسفرتها (تبلغ قيمة حركية تفاعل كلوكوكيناز الكبدي (أو الهكسوكيناز الرابع) تقريبا 10 ملي مولار) الكبد متجة نحو الأنسجة الطرفية، ويتم نقلها بواسطة ناقل الجلوكوز المعتمد على الأنسولين GLUT 4، المتواجد على مستوى الأنسجة الدهنيةوالعضلات والهيكلية.
يخضع الفركتوز 1-فوسفات الناتج عن المرحلة الأولى إلى عملية بواسطة إنزيم الفركتوز 1-الفوسفات ألدولاز (ألدولاز بي) ليتحول إلى ثنائي هيدروكسي أسيتون فوسفات (DHAP) وغليسرألديهيد؛ يمكن لثنائي هيدروكسي أسيتون فوسفات الناتج أن يتعرض إما لعملية تماكب بواسطة إنزيم التريوز فوسفات إيزوميراز لينتج في نهاية المطاف الغليسرألديهيد 3-فوسفات، أو يتعرض لاختزال بواسطة أنزيم الغليسرول 3-فوسفات النازع للهيدروجين الذي يحوله إلى غليسرول 3-فوسفات. الغليسرألديهيد المنتج من جهته يمكنه التحول عن طريق إنزيم الغليسيرالديهايد كيناز (التريوكيناز) إلى غليسرألديهيد 3-فوسفات أو إلى غليسرول 3-فوسفات الجلسرين عن طريق إنزيم الغليسيرالدهيد 3-فوسفات النازع للهيدروجين. ينتج عن عملية أيض الفركتوز عند هذه النقطة مركبات وسيطة في مسار الجلوكوجين تؤدي إلى تركيب الجليكوجين، أو أكسدته إلى ببيروفات واختزاله إلى اللاكتات، أو يتم نزع الكربوكسيل منه ليتحول إلى أسيتيل مرافق الإنزيم-أ في الميتوكوندريا وتوجيهه نحو تخليق الأحماض الدهنية الحرة، ما يؤدي في نهاية المطاف إلى توليف ثلاثي الغليسريد.

### تركيب الجليكوجين انطلاقا من ثنائي هيدروكسي أسيتون فوسفات والغليسرألديهيد 3-فوسفات

مسار تحول الفركتوز إلى جليكوجين

يتحويل الفركتوز في بداية الأمر بتدخل من إنزيمي الفريكتوكيناز والألدولاز بي على التوالي إلى ثنائي هيدروكسي أسيتون فوسفات وإلى غليسرألديهيد. يخضع الغليسرألديهيد الناتج إلى عملية فسفرة يتحول على إثرها الغليسرألديهيد إلى غليسرألديهيد 3-فوسفات. تؤدي الزيادة في تركيزات ثنائي هيدروكسي أسيتون فوسفات والغليسرألديهيد 3-فوسفات في الكبد إلى توجيه عملية أيض السكر في اتجاه تركيب الجلوكوز 6-فوسفات والجلوكوز 1-فوسفات والجليكوجين. الفركتوز هو الركيزة الأساسية الأفضل في عملية تكيب الجليكوجين، حيث تكون الأسبقية لعملية تجديد الجليكوجين على حساب تشكيل ثلاثي الجليسريد. بمجرد انتهاء عملية تجديد الجليكوجين في الكبد، توجه وسائط أيض الفركتوز بشكل رئيسي نحو عملية تخليق ثلاثي الجليسريد.

### تركيب ثلاثي الجليسريد من ثنائي هيدروكسي أسيتون فوسفات والغليسرألديهيد 3-فوسفات

تحول الفركتوز إلى ثلاثي الجليسريد

تم العثور على ذرات الكاربون القادمة من الفركتوز الغذائي في كل من الأحماض الدهنية الحرة وأنصاف الغليسرول في ثلاثي جليسريد البلازما. يمكن للفركتوز الغذائي الزائد أن يتحول إلى حمض البيروفيك، ويدخل دورة حمض الستريك ليظهر في النهاية كسترات موجهة نحو تخليق الأحماض الدهنية الحرة على مستوى عصارة خلايا الكبد. يمكن كذلك لثنائي هيدروكسي أسيتون فوسفات الذي تم إنتاجه خلال مرحلة تحلل الفركتوز أن يتحول إلى غليسرول ومن ثم إلى غليسرول 3-فوسفات لتوليف ثلاثي الجليسريد. وهكذا، يمكن للفركتوز أن يوفر سكريات ثلاثية تستعمل كأساس للغليسرول 3-فوسفات وكذلك للأحماض الدهنية الحرة التي تدخل في عملية توليف ثلاثي الجليسريد. في الواقع، يمكن للفركتوز توفير الجزء الأكبر من الكربوهيدرات الموجهة نحو توليف ثلاثي الجليسريد المجدد عند البشر.